# Шутиков, Анатолий Иванович
Анатолий Иванович Шу́тиков (род. 4 июля 1946, Козельск) — российский дирижёр, Народный артист Российской Федерации (2007), художественный руководитель и главный дирижёр Государственного оркестра народных инструментов Республики Татарстан (с 1993).

## Биография
Родился 4 июля 1946 года в г. Козельске Калужской области в многодетной семье рабочего. В детстве играл на баяне.
В 1971 году окончил Казанскую консерваторию (факультет народных инструментов), в 1976 — ассистентуру по специальности «дирижирование» (класс доцента А. В. Тихонова).
С 1971 по 1989 год преподавал в Казанском институте культуры и искусств. С 1990 года — заведующий кафедрой народных инструментов Казанской консерватории.
В 1990 году создал оркестр «Родник» из числа самых одарённых и талантливых студентов. В 1993 году оркестр получил статус государственного и начал свою филармоническую деятельность как Государственный оркестр народных инструментов Республики Татарстан.

### Политическая позиция
В 2014 году подписал Коллективное обращение деятелей культуры Российской Федерации в поддержку политики президента РФ В. В. Путина на Украине и в Крыму.

## Награды
- Орден «Дуслык» (2022, Татарстан)[2]
- Народный артист Российской Федерации (2007)
- Заслуженный деятель искусств РСФСР (1986)
- Заслуженный деятель искусств Татарской АССР (1979)
- Государственная премия Республики Татарстан имени Габдуллы Тукая (2001)
- Медаль «В память 1000-летия Казани»